# Rybí prsty

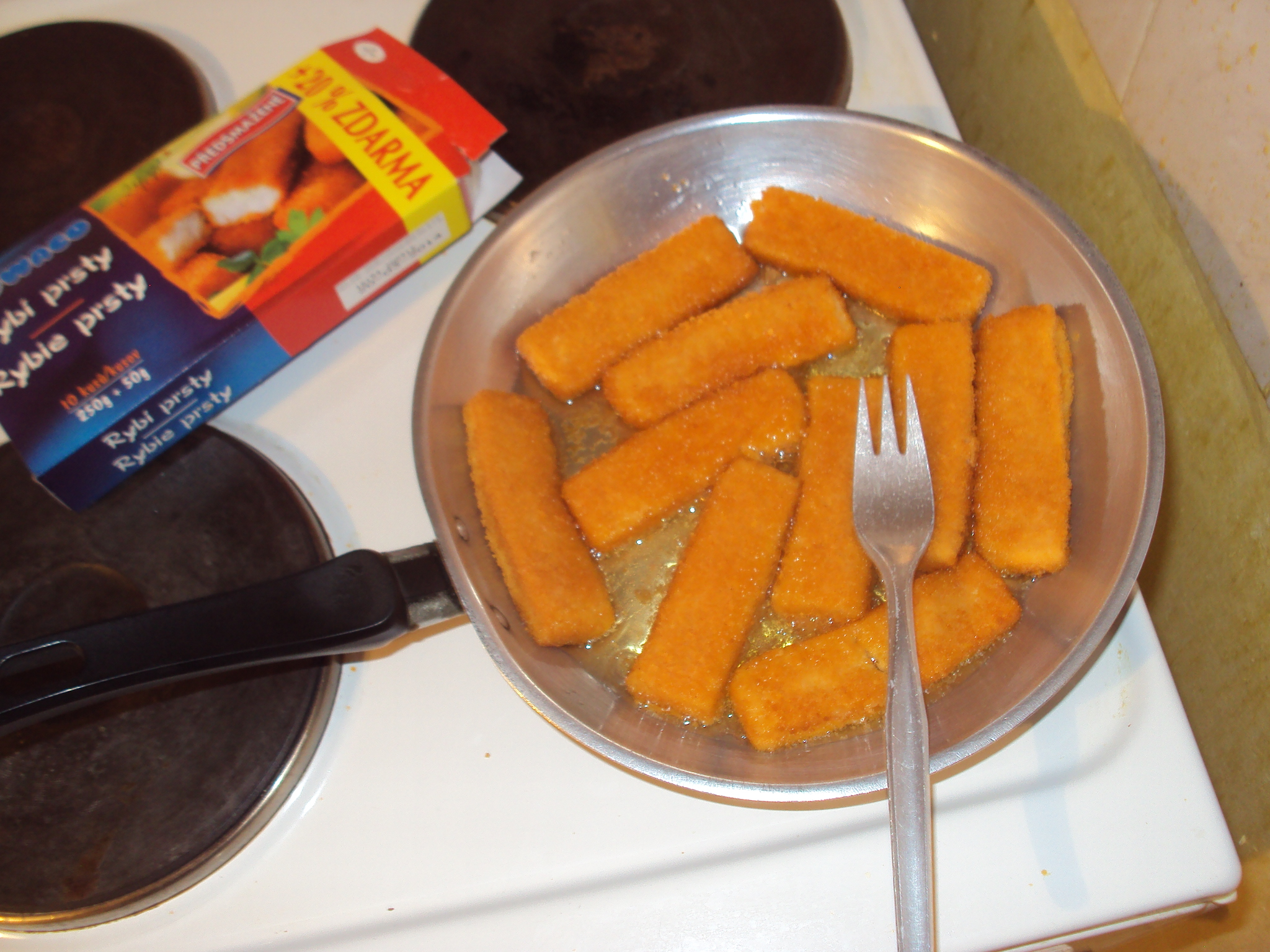
Příprava rybích prstů

Rybí prsty či rybí tyčinky je název rozšířeného jídla, jehož základem jsou dochucené proužky z ryb, často namleté, obalené v trojobalu a následně pečené či smažené. Variant složení, balení i receptů je mnoho.

## Výroba prstů
Proužky z ryby zbavené kostí a kůže se mohou umlít, okořenit, obalit a buď smažit na oleji, nebo péct na pečicím papíru (vhodné pro redukční dietu), podle zvoleného receptu. Kvalitnější rybí prsty obsahují nemletý filet.

## Složení
- Ryby – vhodné jsou ryby platýsové, treskovité, štikozubcovité. Pro domácí přípravu jsou vhodné zakoupené filety.
- Přísady – záleží na zvoleném receptu, z koření např. sůl, česnek, kmín, kari, kopr, česnek, cibule, paprika, trojobal (mouka, strouhanka, vejce), mléko. Lze část ryby nahradit rozmačkanými bramborami

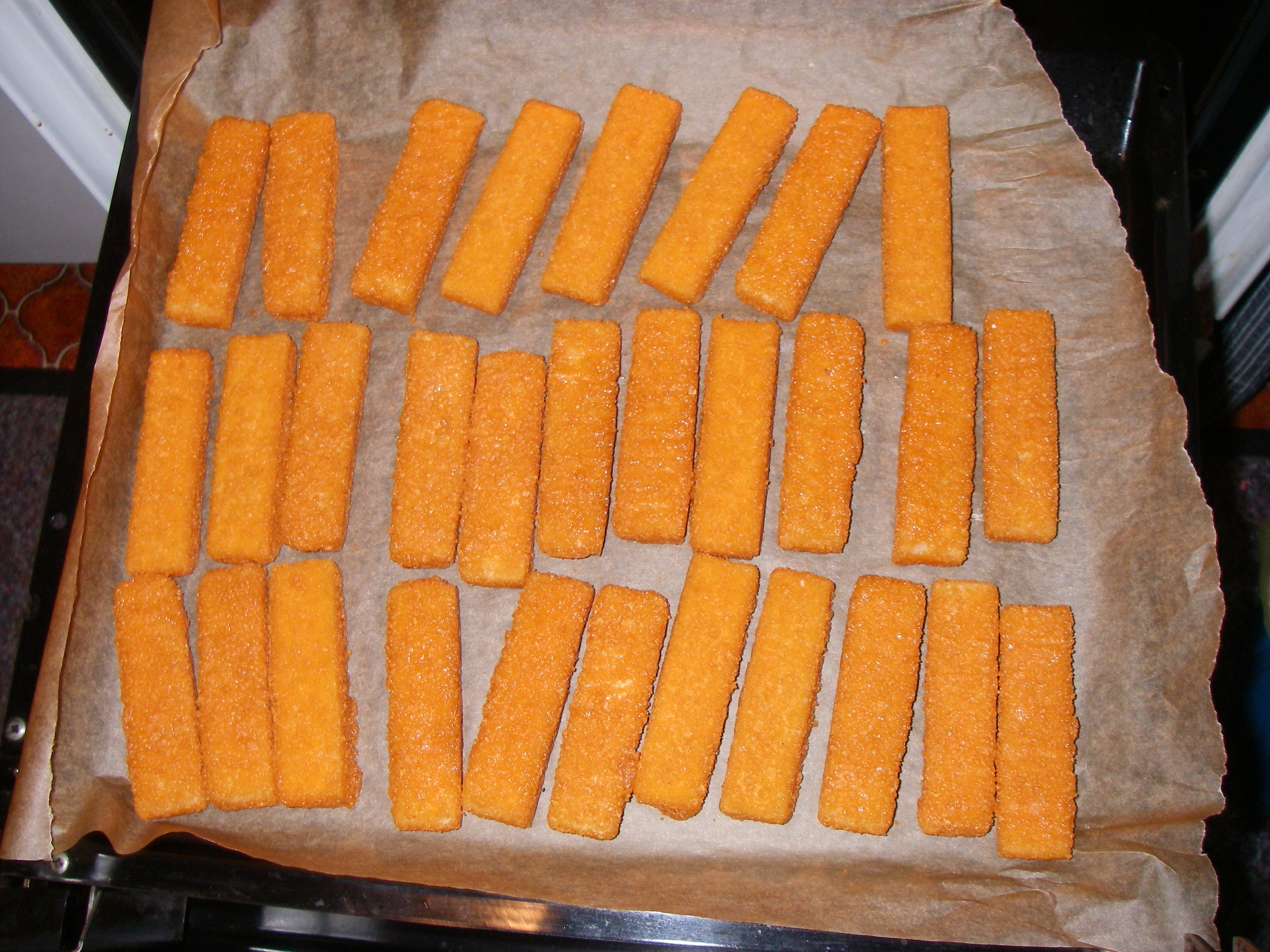
Rybí prsty v jiné úpravě

## Přílohy
K rybím prstům se podávají jako příloha brambory, bramborová kaše, bramborové hranolky či pečivo. Může se přidat zeleninová obloha a majonéza nebo kečup. Prsty je možné pokapat citronem.

## Kvalita v obchodech
Do obchodní sítě jsou dodávána balení různého objemu a od různých výrobců. Rybí prsty jsou obalené, předsmažené v oleji a hluboce zamrazené.
Kvalita je rozdílná. Maso v namleté směsi bývá některými výrobci doplňováno různými lacinějšími příměsemi (škrob, mouka, voda), podíl masa bývá mnohdy nízký. 